# 1965 au théâtre
| Années du théâtre : 1962 - 1963 - 1964 - 1965 - 1966 - 1967 - 1968    |
| Décennies du théâtre : 1930 - 1940 - 1950 - 1960 - 1970 - 1980 - 1990 |

Cet article présente les faits marquants de l'année 1965 au théâtre.

## Événements
- La fusion des Galas Karsenty et des Productions théâtrales Georges Herbert donne naissance aux Galas Karsenty-Herbert.

## Pièces de théâtre représentées
- 10 mars : Les Troyennes d'Euripide, adaptation Jean-Paul Sartre, mise en scène Michael Cacoyannis, TNP Théâtre de Chaillot
- avril : Pieds nus dans le parc de Neil Simon, mise en scène Pierre Mondy, Théâtre de la Madeleine
- 14 mai : Les Eaux et Forêts de Marguerite Duras, mise en scène Yves Brainville, Théâtre Mouffetard
- 15 septembre : Les Séquestrés d'Altona de Jean-Paul Sartre, mise en scène François Périer, Théâtre de l'Athénée
- 8 octobre : La Musica de Marguerite Duras, mise en scène Alain Astruc et Maurice Jacquemont, Studio des Champs-Elysées
- 29 novembre : Du vent dans les branches de sassafras de René de Obaldia, mise en scène de René Dupuy, Théâtre Gramont
- 1er décembre : Des journées entières dans les arbres de Marguerite Duras, mise en scène Jean-Louis Barrault, Odéon-Théâtre de France
- Le Square de Marguerite Duras, mise en scène Alain Astruc, Théâtre Daniel Sorano

## Récompenses
- New York Drama Critics' Circle Award : The Subject Was Roses - Frank D. Gilroy

## Naissances
- 11 novembre : Barbara Bouley, actrice, metteuse en scène et dramaturge française.

## Décès
- 10 juillet : Jacques Audiberti, écrivain, poète et dramaturge français.